# Leonard Murialdo
Leonard Murialdo (ur. 26 października 1828 w Turynie, zm. 30 marca 1900 tamże) − kapłan, założyciel Kongregacji św. Józefa, święty Kościoła katolickiego.

## Życiorys
Leonard Murialdo urodził się 26 października 1828 w Turynie. Jego rodzicami byli Leonard i Teresa Ravigliasco. W wieku ośmiu lat rodzice oddali go do prywatnej szkoły, prowadzonej przez pijarów w Savonie. Po powrocie do Turynu studiował filozofię w kolegium św. Franciszka z Pauli. Następnie rozpoczął studia teologiczne w Paryżu, które zakończył uzyskaniem doktoratu w 1850. W 1851 otrzymał święcenia kapłańskie.
Po powrocie do Włoch, za zezwoleniem biskupa, oddał się pracy duszpasterskiej na peryferiach Turynu. Katechizował, spowiadał, nawiedzał domy ubogich, szpitale, domy poprawcze i więzienia. W pracy tej zetknął się bezpośrednio ze św. Józefem Cafasso i św. Janem Bosko. W 1873 założył kongregację zakonną józefitów (łac. Congregatio Santi Iosephi, skrót zakonny CSI).
Leonard zmarł 30 marca 1900 w Turynie, mając 72 lata. Pochowany został w kościele pw. Św. Barbary w Turynie.

## Kult
Beatyfikacji Leonarda dokonał papież Paweł VI dnia 3 grudnia 1963. Ten sam papież 3 maja 1970 dokonał jego kanonizacji. Wspomnienie obchodzone jest we Włoszech 30 marca.